# 加拿大原住民寄宿學校舊址發現的墳墓
自2021年5月開始，加拿大的原住民部族相繼在原住民寄宿學校舊址發現大量兒童遺體，這些遺體是過去加拿大政府強迫原住民送往寄宿學校的原住民學生。卑詩省第一民族大會認為，加拿大全國有數以千計死於原住民寄宿學校的原住民兒童在沒有墳墓標記下被埋葬。同年6月3日，加拿大議會通過了C-5法案，將9月30日定為法定假日，取名全國真相與和解日，以此悼念在寄宿學校喪生的兒童和寄宿學校的幸存者、他們的家人和社區。

## 背景
加拿大自成立以來就試圖強制同化原住民。加拿大的原住民寄宿學校自1883年開始建立，在最初幾年，寄宿學生像「苍蝇一样死去」，死亡率高達50%。高峰時（1931年）加拿大全國有80所寄宿學校，整個寄宿學校制度在二十世紀八十年代基本廢止，最後一所寄宿學校於1997年正式關閉。原住民孩童被強迫送去寄宿學校，在學校內接受同化教育，學習西方文化，接受基督教洗禮，直到忘記原民族的禮儀和語言，而暴力和性侵事件在寄宿學校十分常見。寄宿學校的原住民每25人有一人死亡，死亡率高於二戰時的加拿大軍人。1920年代開始加拿大政府已經不再記錄原住民兒童的死亡個案，原因是當時的印第安事務部首席醫療官認為兒童的死亡速度太快了。到1940年代學校環境稍微改善，寄宿學校的原住民兒童死亡率仍然是加拿大兒童死亡率的五倍。加拿大印第安事務部也銷毀了很多相關文件，僅1936年到1944年期間就銷毀了20萬份文件。
在2008年加拿大成立真相與和解委員會調查寄宿學校，費時六年在2015年發表《最終報告書》。調查顯示加拿大的原住民寄宿學校制度強制分離了原住民兒童和家人，構成「文化滅絕」，15萬名寄宿學生部分有遭到虐待的經歷，此外很多在寄宿學校就讀的兒童都得不到足夠的食物及營養，而醫療不足亦導致他們早夭，死於包括肺結核在內的疾病。委員會估計在1880年到1996年間，加拿大至少有6000名兒童死於寄宿學校，目前委員會根據現有資料整理出4100人的名單。前委員會主席默里·辛克萊在2021年5月原住民寄宿學校舊址發現無名兒童墳墓後，認為相關數字可能被低估，「遠遠超過一萬」。麥基爾大學教授和第一民族兒童和家庭關懷協會執行主任辛迪·布萊克斯托克認為「使用学校这个词是一个错误的说法，其实就是监狱，目的是为了同化这些学生。」也有報道披露加拿大一些機構使用寄宿學校的原住民兒童進行藥物試驗。
根據印第安寄宿學校幸存者協會的統計，70%的加拿大原住民寄宿學校是由羅馬天主教會管理的。余下的一小部分由屬于聯合基督教會、英國國教和長老會等教派管理。

## 地點

### 甘露市
甘露印第安寄宿學校位於卑詩省甘露市，1890年由天主教開辦，高峰時在校學生有500人，1969年被政府回收學校後改為日間學校直到1977年關閉。2021年5月27日，當地原住民部族德甘柳斯蘇斯瓦族在地雷專家的協助下在學校遺址下發現了215具兒童的遺骸，年齡最少的只有3歲，而且這些遺骸並沒有死亡記錄。該校舊生麥克勞德接受美國有線新聞網絡訪問，表示他的父母和兄弟姊妹在法律規定下強制在該校就讀，他個人在就讀期間遭遇到性虐待，這些遭遇讓他在1966年的時候一度不想再活下去。7月15日，德甘柳斯蘇斯瓦族公佈了調查進展，地雷專家修正先前發現數量，改為200個潛在無名墳墓。整個調查區域有65公頃，目前只完成調查1公頃，未來可能會有更多的發現。

### 布蘭登
布蘭登印第安寄宿學校位於馬尼托巴省布蘭登，1895年開始營運直到1972關閉。1895到1925年由衛理公會營運，學校主要接受溫尼伯湖北部的原住民學生。1925到1969年由加拿大聯合教會營運，1969到1972年由無玷聖母獻主會營運。2012年開始蘇谷達科他原住民社區和西蒙弗雷澤大學、布蘭登大學和溫莎大學對寄宿學校遺址的墳墓和無名墳墓進行搜索和研究，希望找回這些無名墳墓的埋葬者身份和資料。搜索計畫在2019年4月獲得加拿大社會科學與人文研究委員會的資助。在舊址他們發現兩個墓地，其中一個為布蘭登研究中心所有，另一個現在為露天營地，還有一處墓地有待確認，目前發現了104個潛在墳墓，確認資料的有78個。

### 瑪麗瓦爾
瑪麗瓦爾印第安寄宿學校位於薩斯喀徹溫省的瑪麗瓦爾，1899年由天主教開辦直到1997年關閉，學校主要接收薩斯喀徹溫省東南部和曼尼托巴省西南部的原住民學生。1970年代當地原住民部族接手該校墓地，他們一直懷疑寄宿學校附近有大量原住民兒童的墳墓，在接手墓地管理權之後就進行調查。2021年6月科韋塞斯第一民族和薩斯喀徹溫省理工學院對墓地約44000平方米的區域進行搜索。6月24日科韋塞斯第一民族在網絡上舉行發佈會，表示在寄宿學校的墓地發現751個無名墳墓，每個墳墓可能有不止一具遺骸。

### 克蘭布魯克
聖尤金天主教寄宿學校位於卑詩省克蘭布魯克， 1912年由天主教開辦直到1970年關閉。現在改建為酒店。2021年7月1日，時值加拿大國慶日下庫特尼原住民部族宣佈使用雷達技術在寄宿學校遺址發現了182具遺骸。

### 庫珀島
庫珀島印第安寄宿學校位於卑詩省佩內拉庫島，1889年由天主教會開辦直到1975年關閉。2021年7月12日，原住民部落佩內拉庫第一民族宣佈在寄宿學校附近發現160多個無名墳墓，佩內拉庫第一民族酋长琼·布朗表示，將在8月2日在徹梅納斯舉辦遊行以紀念庫珀島印第安寄宿學校死去的學生。

## 反應

### 加拿大國內
2021年5月28日，加拿大议会下议院通过法案，将每年的9月30日确定为法定节假日全国真相与和解日。6月3日，法案在加拿大上议院获得批准并得到御准。
5月30日，加拿大全國降半旗以示哀悼。加拿大文化遺產部發表聲明全國範圍內所有聯邦政府的建筑物和場所的國旗降半旗，直到有另行通知。渥太華市長吉姆·沃森表示渥太華市政廳在5月31日到6月8日期間降半旗，為每一個死去的兒童降半旗一小時。加拿大國家美術館也表示會使用橙色燈215小時以悼念死去的兒童。愛德華王子島省首府查洛頓決定拆除市中心加拿大首任總理约翰·亚历山大·麦克唐纳的雕像，寄宿學校制度是他任內推行的原住民政策之一。
6月4日，加拿大總理賈斯汀·杜魯多表示，作為天主教徒，他對天主教會沒有就原住民寄宿學校的事情作公開道歉、也拒絕公開寄宿學校歷史紀錄的作法感到失望。6月6日，教宗方濟各就原住民寄宿學校的事情表達哀傷，呼籲加拿大政治與教會領袖致力合作尋找真相、和解與療癒，但未代表天主教會道歉。6月25日，賈斯汀·杜魯多呼籲方濟各「在加拿大土地上對加拿大原住民作出道歉」。加拿大原住民服務部部長米勒（Marc Miller）說，天主教會不道歉是「可恥的」。
6月15日，安大略省省長道格·福特宣佈，安大略省政府在未來三年撥款一千萬加元，用於尋找和紀念省內原住民寄宿學校墓地，並向寄宿學校的倖存者提供心理輔導服務。安大略省政府將組織考古學家、歷史學家和法醫學專家參與搜查工作，該省歷史上有18座寄宿學校，真相與和解委員會只發現其中12處墓地遺址，委員會估計至少有426名原住民兒童在該省寄宿學校死去。
6月18日，加拿大政府表示，原住民現在可以在加拿大護照和其他政府身份證件中使用自己的傳統姓名，過去原住民在加拿大各機構系統性地改成歐洲人或者來自基督教的名字，政府會承擔修改名字的相關費用。這個決定是2015年真相與和解委員會提出的94項建議之一。
6月21日加拿大全國原住民日，位於卑詩省和育空地區交界的下普斯社區的原住民寄宿學校拆毀。
7月1日加拿大日，加拿大各地舉行集會遊行，民眾在渥太華、多倫多、温哥华等地進行遊行示威，呼籲「取消加拿大日」（＃CancelCanadaDay）。原住民組織認為，加拿大日是殖民統治者的節日，「我們不會為被盜取的原民土地和生活而慶祝，我們聚在一起是要紀念那些在加拿大統治之下的犧牲者」。示威者喊著「以加拿大為恥」、「帶他們回家」的口號，希望國家反思過去的殖民歷史。在溫尼伯市議會廣場，民眾推倒了英國女王伊丽莎白二世和維多利亞的雕像。亞伯達省第一大城市卡加利有10座教堂被潑橘色油漆，並留下手印和「215」數字。賈斯汀·杜魯多在加拿大日演講中說，「在卑詩省的寄宿學校遺址發現上百具孩童遺體，要求我們省思這個國家的歷史失敗、以及對於原住民族的不公義」，「身為加拿大人，我們必須誠實面對自己的過去」。
7月6日，加拿大总理贾斯汀·特鲁多宣布将任命具有因纽特人血统的玛丽·梅·西蒙出任加拿大总督。7月26日，西蒙在加拿大上议院议事厅内宣誓就职总督，成为首位出任该职务的加拿大原住民。

### 國際
6月22日，美國宣佈調查國内原住民寄宿學校。同日，2021年第47屆聯合國人權理事會會議召開，中國和60多個國家在會議上呼籲加拿大調查甘露印第安寄宿學校舊址發現的215具兒童遺骸，中华人民共和国常驻联合国日内瓦办事处和瑞士其他国际组织代表团公使蒋端朗读中国、俄罗斯、白俄罗斯、伊朗、朝鲜、叙利亚和委内瑞拉的联合声明，“我们呼吁，对所有针对原住民、特别是儿童的犯罪，进行彻底、公正的调查，让该为其负责的人接受法律审判，并为受害者提供充分的救济”；加拿大驻联合国大使莱斯利·诺顿（Leslie E. Norton）承认，发生在甘露印第安寄宿學校的事情“不是例外、也不是孤立的事件”，加拿大原住民儿童在长达数十年的时间内遭受严重的不公正待遇与虐待。
7月9日，中华人民共和国外交部副部长乐玉成接受观察者网采访时表示，西方国家人权记录劣迹斑斑，对土著居民搞种族灭绝、对少数族裔搞歧视迫害，加拿大原住民寄宿学校旧址的儿童遗骸与无名坟墓就是例子；他们却以“人权卫士”、“人权教师爷”自居，对别国颐指气使、指手画脚，打着人权旗号干涉他国内政。
2022年4月，羅馬天主教皇方濟各在梵蒂岡向加拿大原住民代表就事情道歉。7月24日，方濟各訪問加拿大，並聲稱行程為「贖罪之旅」，旅行期間向加拿大原住民道歉，並表示對部分管理寄宿學校的天主教神職人員的行為感到「悲哀、憤怒和恥辱」。